# Magic (Future)
Magic è un singolo del rapper statunitense Future, pubblicato il 23 gennaio 2012 come terzo estratto del primo album in studio Pluto.

## Pubblicazione
Il brano venne originariamente pubblicato il 3 marzo 2011, per poi essere ripubblicato come remix il 23 gennaio 2012 in collaborazione con T.I.; questa versione della canzone è stata poi aggiunta alla lista tracce ufficiale dell'album di debutto di Future intitolato Pluto.

## Classifiche

### Classifiche settimanali
| Classifica (2017) | Posizione massima |
| ----------------- | ----------------- |
| Stati Uniti       | 69                |